# Omar Arellano Riverón
Omar Arellano Riverón (Guadalajara, Jalisco, 18 de junio de 1987) es un exfutbolista mexicano, juega como centrocampista o extremo y su último equipo fueron los Chapulineros de Oaxaca de la Liga de Balompié Mexicano.

## Vida privada

### Familia
Es hijo de Omar Arellano Nuño, exjugador que fue campeón con las Club Deportivo Guadalajara en la temporada 1986-87. También es nieto de Raúl Arellano, jugador fundamental del Rebaño en la época del Campeonísimo. Omar Arellano está casado con la diseñadora Sarahi Paz, con quien tiene dos hijos: Omar y Emiliano.

## Trayectoria

### Inicios
Sus inicios fueron en el Club de Fútbol Pachuca, siendo parte de las fuerzas infantiles y posteriormente de las fuerzas básicas. Debutó el 24 de octubre de 2004 con el Pachuca Club de Fútbol ante el Club América.

### Club Deportivo Guadalajara
Es contratado a préstamo por 2 años y con opción de compra por el Club Deportivo Guadalajara, cuyo dueño, Jorge Vergara quiso hacerse de los servicios de este habilidoso jugador para el Apertura 2007.
En el Guadalajara ocupó la camiseta con el número 9. Tuvo destacadas participaciones en el clásico de Chivas ante el América del Torneo Apertura 2008, en donde anotó 2 goles que le dieron la victoria a su equipo por 2 a 1. En el apertura 2011, Omar logró anotar 3 goles en la fase regular del torneo Apertura 2011 en el Clausura 2012. Las lesiones y sólo chispazos de calidad en los partidos disputados impidieron que Arellano se hiciera de un lugar en el rebaño.

### Club de Fútbol Monterrey
El 5 de diciembre de 2012 entre un acuerdo entre el Chivas y el Monterrey se pusieron de acuerdo en un intercambio definitivo entre Sergio "Cherokee" Pérez y Omar Arellano, donde se oficializa su salida del Club Deportivo Guadalajara.
Tras su llegada a un plantel de más poderío, rápidamente mostró sus cualidades en la cancha, logrando jugar como suplente y titular. Con el CFM gana la Liga de Campeones de CONCACAF 2012-2013.

### Deportivo Toluca
El 10 de junio de 2015 durante el Draft se hace oficial su llegada a la escuadra del Estado de México en calidad de préstamo, para encarar el Apertura 2015 de la Primera División de México. Torneo donde 'La Pina' buscaría consolidarse en el Fútbol Mexicano.
Su primer gol como "Diablo" fue en Copa Mx contra Club Zacatepec en contra remate, mismo encuentro donde marcó un doblete.
En la Liga Bancomer MX su primer gol fue contra Xolos de Tijuana con un gol de parte interna a pase de Christian Cueva.

### Leones Negros
Pasa a la U De G, en calidad de Préstamo por 1 año con opción a compra con el fin de ascender a la Primera División.

### Club Sport Herediano
En 2018 llega al Club Sport Herediano de Costa Rica llegando a ganar la Liga Concacaf 2018. A pesar de que llega como delantero, tuvo una reconversión a la posición de lateral.

## Palmarés

### Títulos nacionales
| Título                    | Club                   | País Sede      | Año     |
| ------------------------- | ---------------------- | -------------- | ------- |
| Liga MX                   | Pachuca                | México         | 2006    |
| Liga MX                   | Pachuca                | México         | 2007    |
| Interliga                 | Guadalajara            | Estados Unidos | 2009    |
| Liga Promerica            | Herediano              | Costa Rica     | 2018    |
| Liga de Balompié Mexicano | Chapulineros de Oaxaca | México         | 2020-21 |
| Liga de Balompié Mexicano | Chapulineros de Oaxaca | México         | 2021    |

### Títulos internacionales
| Título                     | Club      | País Sede  | Año  |
| -------------------------- | --------- | ---------- | ---- |
| Copa Sudamericana          | Pachuca   | Chile      | 2006 |
| Copa de Campeones CONCACAF | Pachuca   | México     | 2007 |
| Liga Concacaf              | Herediano | Costa Rica | 2018 |

## Selección nacional
Arellano debutó con la selección mexicana el 17 de octubre de 2007.
Omar jugó su segundo partido ante Jamaica, partido correspondiente a las eliminatorias del mundial Sudáfrica 2010. Lamentablemente México cayó 1-0. Posteriormente es convocado por Javier Aguirre para disputar 2 partidos amistosos y la Copa Oro. El 24 de junio de 2009 anota su primer gol en el estadio Georgia Dome ante la selección de Venezuela en partido amistoso gracias a un pase del exfutbolista de Chivas Omar Bravo. Poniendo así el 4-0 definitivo.
El 10 de agosto de 2011 regresa a la Selección Mexicana a la mano de José Manuel de la Torre a disputar un partido amistoso contra Estados Unidos, partido que terminó en empate, tras estar 2 años sin tener convocatoria.
| Club               | País   | PJ | Goles | Periodo     |
| ------------------ | ------ | -- | ----- | ----------- |
| Selección Mexicana | México | 7  | 1     | 2007 - 2011 |